# Deng Zhijian
Deng Zhijian, född 5 mars 2002, är en friidrottare från Kina. Han deltog vid olympiska sommarspelen 2024.